# Calliophis gracilis
Calliophis gracilis là một loài rắn trong họ Rắn hổ. Loài này được Gray mô tả khoa học đầu tiên năm 1835.